# クリストフ・ガルティエ
クリストフ・ガルティエ（Christophe Galtier、1966年8月23日 - ）は、フランス・マルセイユ出身の元サッカー選手、現サッカー指導者。現役時代のポジションはDF。

## 選手経歴

### クラブ
マルセイユに生まれ、ジャン・ティガナやエリック・カントナを輩出したSOカイヨワでキャリアをスタートさせると、1982年にオリンピック・マルセイユの下部組織へと引き抜かれた。1985年7月30日、リーグ・アンのスタッド・ブレスト29戦でトップチームデビューを果たした。デビュー後すぐにレギュラーに定着し、在籍2シーズン連続でクープ・ドゥ・フランス決勝進出などに貢献した。マルセイユ退団後はリーグ・アンやリーグ・ドゥに所属するクラブを転々とし、1995年には当時リーグ・ドゥに在籍し、低迷した古巣マルセイユに帰還。加入したシーズンでクラブをリーグ・アン復帰に導いた。
1997年には自身初の海外移籍でセリエBのACモンツァに1シーズンのみ在籍。1999年、32歳にして中国の遼寧宏運足球倶楽部で現役から身を退いた。

### 代表
1988年、エリック・カントナやローラン・ブランといったメンバーと共にU-21フランス代表としてUEFA U-21欧州選手権1988に出場し、優勝を経験した。

## 指導者経歴
現役引退後すぐに指導者として活動し始め、2005年よりアラン・ペランのアシスタントコーチとしてポーツマスFCやFCソショー＝モンベリアル、オリンピック・リヨンで指導にあたった。
2009年12月、ペランの後任としてアシスタントコーチからASサンテティエンヌの監督に就任した。引き継いだ時点でサンテティエンヌはリーグ降格圏に沈んでいたが、ガルティエはリーグ17位にクラブを押し上げ、サンテティエンヌをリーグ・アンに残留させた。2010-11シーズン、ディミトリ・パイェやブレーズ・マテュイディをチームの中核に据え、冬前にリーグ首位に立つ快挙を挙げたことでクラブと2014年まで契約を延長した。2012-13シーズン、国内からベテランを補強すると共にピエール＝エメリク・オーバメヤンなどの若手選手を融合させてチームを構成し、リーグ戦は5位フィニッシュでUEFAヨーロッパリーグ出場権獲得を、クープ・ドゥ・フランスでは決勝でリールOSCを破ってクラブに実に32年ぶりとなるタイトルをもたらした。
2017年5月9日、双方合意のもとでサンテティエンヌの監督から退任した。

### リール
2017年12月22日、リーグ18位に位置していたLOSCリールの監督に招聘された。このシーズンは勝ち点差1でクラブを残留に導き、翌シーズンはリーグ準優勝を果たし、7シーズンぶりにクラブをUEFAチャンピオンズリーグ出場に導いた。
2020-21シーズン、ジョナサン・デイヴィッドやレナト・サンチェス、マイク・メニャンらの才能を開花させ、リールの10年ぶり、通算4度目のリーグ・アン優勝を達成した。シーズン終了後には自身3度目となるリーグ年間最優秀監督に選出されたが、リーグ優勝が決定した2日後に「ここでのことはもうやりきった」と言葉を残して監督から退任した。

### ニース
2021年6月28日、OGCニースの監督に就任。ここでもリーグ5位とクープ・ドゥ・フランス準優勝という成果を挙げたが、翌年6月27日に辞任した。

### パリ・サンジェルマン
2022年7月5日、マウリシオ・ポチェッティーノの後任としてパリ・サンジェルマンFCの監督に就任し、2年契約を交わした。入団会見では、「規律を重んじる、選手よりもチームを最優先に、妥協はなし」と語った。2023年7月5日、パリ・サンジェルマンの監督退任が発表された。

### アル・ドゥハイル
2023年10月12日、解任されたエルナン・クレスポの後任としてカタール・スターズリーグのアル・ドゥハイルSC監督に就任。
2025年5月28日、アル・ドゥハイル監督退任が発表された。

### ネオムSC
2025年7月5日、サウジ・プロフェッショナルリーグに昇格したネオムSCの監督に就任した。

## 監督成績
| チーム               | 就任           | 退任          | 戦績 | 戦績 | 戦績 | 戦績 | 戦績   |
| チーム               | 就任           | 退任          | 試   | 勝   | 分   | 負   | 勝率   |
| -------------------- | -------------- | ------------- | ---- | ---- | ---- | ---- | ------ |
| サンテティエンヌ     | 2009年12月15日 | 2017年5月20日 | 361  | 147  | 109  | 105  | 040.72 |
| リール               | 2017年12月29日 | 2021年5月25日 | 43   | 23   | 8    | 12   | 053.49 |
| ニース               | 2021年6月28日  | 2022年6月27日 | 43   | 23   | 8    | 12   | 053.49 |
| パリ・サンジェルマン | 2022年7月5日   |               |      |      |      |      |        |
| 通算                 | 通算           | 通算          | 556  | 248  | 149  | 159  | 044.60 |

## タイトル

### 個人
- リーグ・アン年間最優秀監督賞 : 3回
- 2012-13, 2018-19, 2020-21

### 監督
サンテティエンヌ
- クープ・ドゥ・フランス : 1回 (2012-13)

リール
- リーグ・アン : 1回 (2020-21)

パリ・サンジェルマン
- トロフェ・デ・シャンピオン : 1回 (2022)